# Чолутека (департамент)
Чолуте́ка (исп. Choluteca) — один из 18 департаментов Гондураса. Находится на юге государства. Граничит с департаментами Валье, Франсиско Морасан, Эль-Параисо и государством Никарагуа. Имеет выход к Тихому океану (залив Фонсека).
Административный центр — город Чолутека. Так же называется река, которая протекает по департаменту и впадает в залив Фонсека.
Площадь — 4211 км².
Население — 467 100 чел. (2011).
Департамент сформирован в 1825 году. Последние изменения границ произошли в 1893 году, когда западная часть была выделена в самостоятельный департамент Валье.

## Муниципалитеты

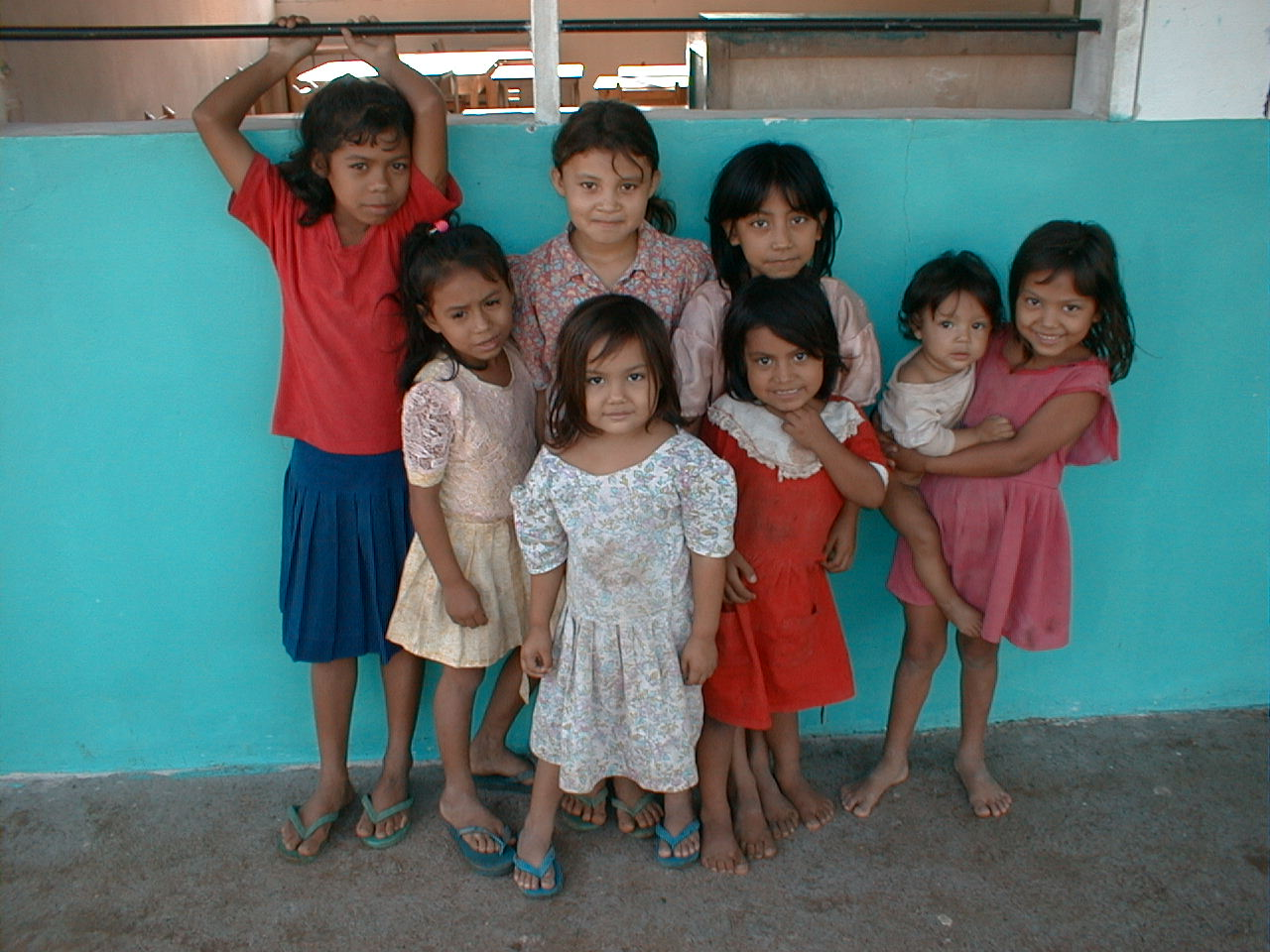
Девочки школы Сан Рамона. 1999 год.

В административном отношении департамент подразделяется на 16 муниципалитетов:
1. Апасилагуа
2. Дуйуре
3. Консепсьон-де-Мария
4. Марковия
5. Моролика
6. Намасике
7. Орокина
8. Песпире
9. Сан-Антонио-де-Флор
10. Сан-Исидро
11. Сан-Хосе
12. Сан-Маркос-де-Колон
13. Санта-Ана-де-Июсгар
14. Чолутека
15. Эль-Корпус
16. Эль-Триунфо